# 瓦尔特·冯·布劳希奇

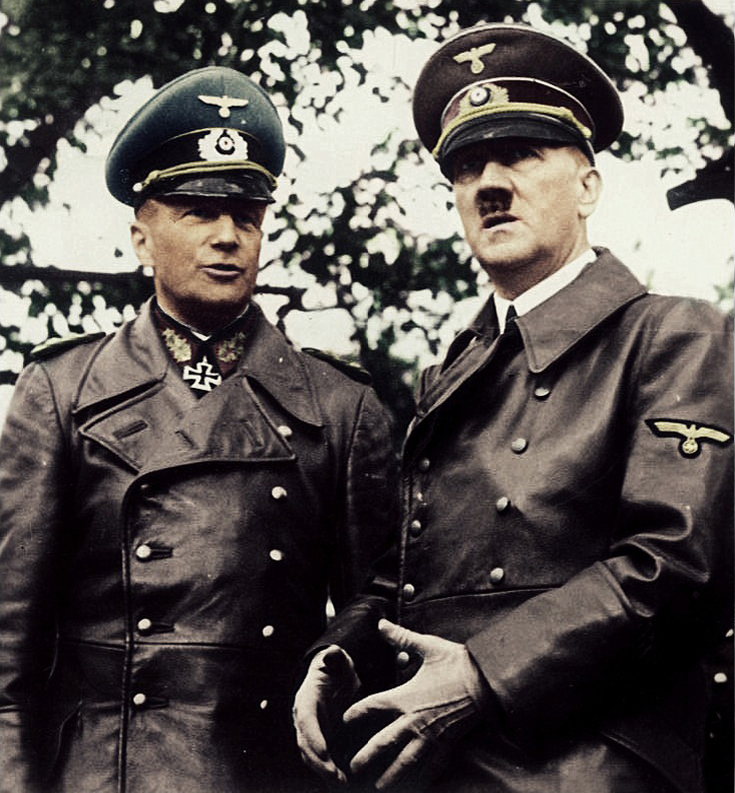
布勞希奇和元首

瓦尔特·海因里希·阿爾弗雷德·赫爾曼·冯·布劳希奇（德語：Walther Heinrich Alfred Hermann von Brauchitsch；1881年10月4日—1948年10月18日）是第二次世界大戰期間的一名德國陸軍元帥和德國陸軍總司令。
1933年納粹黨掌權後，布勞希奇被任命負責東普魯士軍區長官。他從德國元首希特勒借了巨額資金，並開始依賴他的經濟援助。1938年2月至1941年12月，布勞希奇擔任德國陸軍總司令。他在法國戰役中發揮了關鍵作用，並監督德軍在南斯拉夫戰役和希臘戰役的行動。由於他在法國戰役中的表現，他成為晉升為陸軍元帥的十二名將軍之一。
1941年11月，布勞希奇因心臟病發作而被希特勒指責為國防軍進攻莫斯科的颱風行動失敗的罪魁禍首，之後布勞希奇被解除總司令職務。他在戰爭的剩餘時間裡都在強制退休中度過。

## 生平
第一次世界大战期间布劳希奇曾升任炮兵上尉。后任：
- 1933年—1937年历任第1师师长、东普鲁士军区司令、第1军军长、第4集团军司令。
- 1938年升任陆军总司令，并晋升为大将军衔。
- 1940年7月被授予元帅军衔。
- 1941年12月被希特勒解职。
- 1948年10月18日因肺炎死于汉堡的英军军事监狱。

| 军职                          | 军职                                                | 军职                              |
| ----------------------------- | --------------------------------------------------- | --------------------------------- |
| 前任： 维尔纳·冯·布隆伯格大将 | 第1军区司令 1933年2月1日– 1937年4月1日              | 繼任： 格奥尔格·冯·屈希勒炮兵上将 |
| 前任： —                      | 第1军军长 1935年6月21日– 1937年4月1日               | 繼任： 格奥尔格·冯·屈希勒炮兵上将 |
| 前任： 沃纳·冯·弗里奇大将     | 德国陆军最高司令部司令 1938年2月4日– 1941年12月19日 | 繼任： 元首阿道夫·希特勒          |